# Пассек Тетяна Петрівна
Пассек Тетяна Петрівна (уродж. Кучина; 25 липня [6 серпня] 1810, село Новосілля, Тверська губернія — 24 березня [5 квітня] 1889) — російська мемуаристика, дружина історика і географа Вадима Васильовича Пассека.
Підліткові і юнацькі роки Пассек тісно пов'язані з Олександром Герценом, який був молодшим за неї, хоча і доводився двоюрідним дядьком.
У 1832 році Герцен познайомив Тетяну зі своїм другом Вадимом Пассеком.
У 1859 році Т. П. Пассек з синами і племінником вирушила за кордон, де зустрілася з Герценом, з дочкою якого Таті хотіла одружити свого сина Олександра. Але плани її не здійснилися і «мабуть, на цьому їх колишня дружба і скінчилася». Проте вона вирішила написати спогади про своє життя, про дитинство і юність, які пройшли поруч з Герценом. Окремі глави друкувалися в «Русской старине», два томи вийшли окремою книгою, а третій том вийшов уже після смерті автора (1889).
У 1880 році заснувала дитячий журнал «Игрушечка», в числі авторів якого були М. С. Лесков, Д. Н. Мамін-Сибіряк та ін. У 1887 році Тетяна Петрівна передала редагування журналу О. М. Толіверовій, з якої Пассеки пізніше поріднилися.